# Jennifer Kemp
Jennifer Kemp   (Cincinnati, 28 de maig de 1955) és una nedadora estatunidenca, ja retirada, especialista en estil lliure, que va competir durant les dècades de 1960 i 1970.
Fins al 1971 fou especialista en esquena, però aquell any decidí passar-se a l'estil lliure. El 1972 va prendre part en els Jocs Olímpics d'Estiu de Múnic, on va disputar dues proves del programa de natació. Formant equip amb Shirley Babashoff, Jane Barkman i Sandra Neilson guanyà la medalla d'or en els 4x100 metres lliures. En aquesta prova millorà el rècord del món. En els 100 metres lliures quedà eliminada en semifinals.
En el seu palmarès també destaca una medalla de bronze en els 100 metres esquena dels Jocs Panamericans de 1975 i un campionat de l'AAU de 1972 en els 100 lliures.